# Tata N’longi Biatitudes
Tata N’longi Biatitudes de son vrai nom Hervé-Michel Bia Buetusiwa né le 12 décembre 1979 est un  écrivain, avocat et éditeur congolais, président de l'association les écrivains du Congo jusqu'à sa démission le 20 février 2022,,.

## Œuvres
- Mes j’aime, éditions du Pangolin, 2017[4]
- (ln + fr) Tata N’longi, Cœur (é)pelé : version bilingue, Paris, Éditions du Net, 2020, 106 p. (ISBN 9782312067810)
- Tata N’longi, Bateki mboka : pièce de théâtre, Kinshasa, Éditions Nzoi, 2020, 68 p. (ISBN 978-2-36949-017-3)